# Колонка кортекса
Колонка кортекса (также называется гиперколонкой или кортикальным модулем) — это группа нейронов, расположенная в коре головного мозга перпендикулярно его поверхности. В пределах одной миниколонки нейроны имеют одинаковое предназначение, тогда как гиперколонка «означает всё множество значений для любого множества параметров, данного рецепторами». Кортикальный модуль может обозначать гиперколонку (у В. Маунткастла) или блок гиперколонок (Д. Хьюбел и Т. Визел).

## Человеческийнеокортекс
Человеческий неокортекс содержит 6 различных слоёв, каждый из которых можно идентифицировать по типу нейронов, которые в нём находятся, и месту назначения (внутри мозга).

## Модульная организация колонок
Модульная организация колонок была первоначально описана Верноном Маунткастлом, предположившим, что рецептивные поля нейронов, расположенных горизонтально (относительно поверхности коры) на расстоянии друг от друга более чем 0,5 мм (500 мкм), не перекрываются. Другие эксперименты дали похожие результаты (Buxhoeveden, 2002; Хьюбел, 1977; Leise, 1990 и др.). Различные оценки предполагают, что гиперколонку составляют от 50 до 100 миниколонок, каждая из которых содержит примерно 80 нейронов.